# Edmund Pulheim
Edmund Pulheim (* 19. September 1903 in München-Gladbach; † im 20. oder 21. Jahrhundert) war ein deutscher Fußballspieler und erster Präsident von Borussia Mönchengladbach in der Nachkriegszeit.

## Leben und Werk
Edmund Pulheim kam 1903 in München-Gladbach, das heute Mönchengladbach heißt, zur Welt. Von 1920 bis 1923 durchlief er in Neuss ein Lehrerseminar, das er zwar abschloss, als Lehrer aber wegen mangelhafter beruflicher Aussichten nicht tätig wurde. Stattdessen arbeitete er ab 1923 als Beamtenanwärter für die Stadt München-Gladbach. Zum 1. Mai 1933 trat er der NSDAP bei (Mitgliedsnummer 2.862.612). In seiner Entnazifizierung von 1948 gab er an, ab Januar 1943 kein Mitglied der Partei und ihrer Unterorganisationen mehr gewesen zu sein. Im selben Monat schied er als Beamter aus der Stadtverwaltung aus, zuletzt hatte er in der Funktion eines Stadtamtmannes gearbeitet. Anschließend trat er als Soldat in den Kriegsdienst bei der Wehrmacht. Er diente von April bis Juli 1943 in Frankreich, im Anschluss bis Mai 1945 in Italien. Im Januar 1945 wurde ihm das Kriegsverdienstkreuz zweiter Klasse für seine Tätigkeit als Rechnungsführer verliehen. Er geriet in Kriegsgefangenschaft, aus der er im März 1948 zurückkehrte.
Seit 1948 wird bei der Borussia das Amt eines Präsidenten besetzt. Der erste Präsident wurde der frühere Spieler Edmund Pulheim, der dem Verein erstmals von 1948 bis 1953 und nach einem Jahr Präsidentschaft durch Theo Grams, nochmals von 1954 bis 1957 vorstand. In seiner Amtszeit trat der Verein am 24. Juli 1949 der Gemeinschaft der Vertragsspieler-Klubs bei, was den Weg zum Profi-Fußball ebnete. Unter seiner Präsidentschaft wurden die Trainer Paul Pohl und Heinz Ditgens eingestellt. Pohl war einer der entscheidenden Spieler beim Gewinn der westdeutschen Meisterschaft im Jahr 1920, Ditgens war Borussias erster Nationalspieler. In der Saison 1949/50 stieg die Borussia unter Pulheim in die damals erstklassige Oberliga West auf. Nach dem Abstieg des Aufsteigers kehrten die Borussen 1952 durch den Gruppensieg in der 2. Liga sofort wieder in die Oberliga zurück.
Der ehemalige aktive Spieler wird als „Dauerrenner und Endkämpfer, der sowas wie ein Herbert Wimmer der Zwanziger war“, beschrieben. Er gehörte der Meistermannschaft der Saison 1928/29 an, die sich in der Rheinbezirksklasse, Gruppe 2 durchsetzte und danach auch das Entscheidungsspiel gegen den Gruppenmeister SVg Köln-Sülz 07 gewann und dadurch an der Endrunde um die westdeutsche Meisterschaft teilnehmen konnte. Da musste er aber mit seinen Mannschaftskameraden die Überlegenheit des FC Schalke 04, Meidericher SV und Fortuna Düsseldorf erfahren.